# Luis Barboo
Luis Barboo, né le 20 mars 1927 à Vigo et mort le 30 septembre 2001 à Madrid, est un acteur espagnol.

## Biographie
Artiste de cirque, il devient cascadeur pour le cinéma et ensuite acteur. En trente ans de carrière, de 1964 à 1994, il est apparu dans plus de 135 films ou séries télévisées, dont une quarantaine de westerns spaghettis et de nombreux films d'horreur (une douzaine de collaborations avec le réalisateur Jesús Franco), la plupart du temps dans des seconds rôles de méchants barbus et musclés.

## Filmographie

### Cinéma
- 1964 : Pour une poignée de dollars : un homme de main de Baxter
- 1966 : Colorado : un ranchero de la veuve
- 1967 : Les Tueurs de l'Ouest : agent fédéral Outrider
- 1967 : Dieu pardonne... moi pas ! : l'homme de main barbu
- 1968 : Adios Caballero (Uno dopo l'altro), de Nick Nostro : Hud
- 1969 : Mort ou vif... de préférence mort (Vivi o preferibilmente morti) de Duccio Tessari
- 1970 : Arizona se déchaîne : le marshal
- 1971 : Le Phare du bout du monde : Calsa Larga
- 1971 : La Queue du scorpion : Sharif
- 1972 : Antoine et Cléopâtre : Varrius
- 1972 : La Fille de Dracula : ?
- 1972 : Dracula, prisonnier de Frankenstein (Drácula contra el Dr Frankenstein) de Jesús Franco : Morpho
- 1972 : Quartier de femmes (Los amantes de la isla del diablo) de Jesús Franco : Lenz
- 1973 : Les Démons : Truro
- 1973 : Les Expériences érotiques de Frankenstein (La maldición de Frankenstein) de Jesús Franco : Caronte
- 1973 : Le Retour des morts-vivants : le Templier exécuté
- 1973 : La Comtesse noire : le serviteur d'Irina
- 1974 : Un capitaine de quinze ans de Jesús Franco : membre d'équipage du bateau
- 1975 : Le Lion et le Vent : Gayaan le terrible
- 1979 : Supersonic Man : Harrison
- 1982 : Conan le Barbare : Red Hair

### Télévision
- 1973 : Poigne de fer et séduction (série TV, saison 2 épisode 1) : le chauffeur de taxi
- 1979 : L'Étrange Monsieur Duvallier (série TV, saison 1 épisode 2) : Delgarini